# خيرونيمو دي بيريجورد
خيرونيمو دي بيريجورد (بالإنجليزية: Jerome of Périgord)‏‏ (1060 - 30 يونيو 1120 ) كاهن كاثوليكي من فرنسا.